# San Asensio
San Asensio is een gemeente in de Spaanse provincie en regio La Rioja met een oppervlakte van 32,33 km². San Asensio telt 1.166 inwoners (1 januari 2016).